# Seelscheid
Seelscheid is een plaats in de Duitse gemeente Neunkirchen-Seelscheid, deelstaat Noordrijn-Westfalen, en telt 5849 inwoners (2005).